# Shangdang
Shangdang (en chino:上党区,pinyin:Shàngdǎng qū) es un distrito urbano bajo la administración directa de la ciudad-prefectura de Changzhi. Se ubica al sureste de la provincia de Shanxi, este de la República Popular China. Su área es de 483 km² y su población total para 2010 fue +300 mil habitantes.

## Administración
El distrito de Shangdang se divide en 11 pueblos que se administran en 6 poblados y 5 villas.